# Curry
Il curry (pronuncia inglese [ˈkʌɹ.i], in hindi masala) è un condimento di origine indiana usato per diverse pietanze. È composto da una miscela di spezie pestate nel mortaio che formano una polvere giallo-senape o un pesto umido fortemente aromatici. La parola "curry" può riferirsi a una moltitudine di miscele e, a seconda degli ingredienti, i curry possono essere piccanti o non esserlo affatto.
Il termine "curry" si utilizza inoltre per indicare i vari piatti al curry della cucina dell'Asia meridionale, a base di carne e/o vegetali.

## Composizione e varietà
Esistono decine di masala differenti; nelle cucine dei ricchi signori indiani c'erano esperti in miscele di spezie che selezionavano e preparavano le misture per i loro padroni. I masala più famosi sono il garam masala, il tandoori masala e il pav bhaj masala.
La formulazione classica del curry comprende curcuma (ingrediente principale), pepe nero, cumino, coriandolo, cannella, chiodi di garofano, zenzero, noce moscata, fieno greco, peperoncino, cardamomo.
Oltre che in India si usa principalmente nel Sud-est asiatico, in particolare in Thailandia dove tra i più diffusi vi sono il curry verde (in thailandese kaeng khiao wan) di colore verde e particolarmente piccante, il curry rosso (in thailandese kaeng phet), altro curry molto piccante in uso anche a Singapore e Malacca (con noce indiana e galangal), il curry giallo (in thailandese kaeng kari) a base di crema di cocco, il phrik king, letteralmente peperoncino e ginger, per l'uso di una grande quantità di galanga e il curry massaman (in thailandese nam phrik kaeng massaman), altro curry alla crema di cocco di tradizione musulmana.
Vi sono poi il curry giapponese, detto karē, e molti altri che oltre o in sostituzione degli ingredienti del curry indiano possono contenere citronella, scalogno, coriandolo, peperoncino, cumino e altre spezie o essenze.

## Etimologia
La parola curry è inglese ed è la traslitterazione fonetica del nome tamil கறி kari, che significa "salsa" o "zuppa". I britannici arrivati in India acquisirono questo termine nella loro lingua per indicare sia la miscela di spezie che il piatto cucinato. In Italia la pronuncia /ˈkɛrri/ (dall'inglese americano [ˈkɚi]) ha soppiantato quella inglese britannica originale [ˈkʌɹi].

## Storia e diffusione
La diffusione in occidente della "polvere di curry" risale al periodo coloniale britannico nel subcontinente indiano. Prima di tornare in patria, gli ufficiali britannici in congedo acquistavano polveri pre-miscelate di spezie da aggiungere alle pietanze, per portare nel Regno Unito quei sapori esotici. Normalmente in India prima di allora non si considerava il "curry" come un mix univoco e determinato.
Nel XX secolo il curry è stato impiegato dall'esercito britannico. 

### In Giappone
Durante il periodo Meiji (1868-1912) gli inglesi colonizzarono l'India e fecero conoscere la ricetta ai colleghi della marina imperiale giapponese, nella quale costituiva la razione base dei soldati. Negli anni sessanta il curry si diffuse in tutto il Giappone e venne adattato ai gusti dei suoi abitanti, che lo preferiscono più cremoso e dal retrogusto dolciastro e meno piccante.
In Giappone, dove è divenuto uno dei piatti più apprezzati, il curry viene consumato con il pollo, il riso, gli udon e molti altri ingredienti, lo si trova in più versioni destinate alla grande distribuzione (polvere, dado o salsa) ed esistono luoghi specializzati nella vendita del prodotto (le curry house, lett. "case del curry"). Oggi è usato dalle forze di autodifesa giapponesi: i soldati della Forza marittima di autodifesa del Giappone mangiano infatti il riso al curry ogni venerdì.

## Medicina
Uno studio della Thomas Jefferson University coordinato da Karen Knudsen e pubblicato su Cancer Research suggerisce la possibilità che il curry aiuti a combattere le cellule tumorali della prostata o quantomeno aiuterebbe a rallentarne significativamente la diffusione.